# Pink Pylon
Pink Pylon ist die Bezeichnung des Hochspannungsmastes ZP226 in Ashworth Valley bei Rochdale, Greater Manchester. Er wurde 1998 für den Film Among Giants mit Pete Postlethwaite und Rachel Griffiths rosa gestrichen. 
Die Leitung, zu der der Pink Pylon gehörte, der zwei Stromkreise für 380 kV trug, wurde im November 2003 demontiert und die Teile des Masts wurden versteigert.